# Liste de peintures de Nicolas Poussin
Cette page liste les peintures de Nicolas Poussin (Les Andelys, 15 juin 1594 - Rome, 19 novembre 1665). Les attributions varient de manière notable d'un historien de l'art à l'autre. Jacques Thuillier, l'un des plus restrictifs, en compte, en 1994, 224 autographes sans contestations et 33 sur lesquels subsistent des doutes plus ou moins importants. Certaines attributions ont pu changer depuis. Par ailleurs, des redécouvertes de tableaux considérés comme perdus ont eu lieu. Cette liste ne pourra donc jamais être considérée comme exhaustive.

## Liste
Sont représentés dans cette liste les tableaux localisés avec assurance. Les numéros renvoient aux deux plus célèbres catalogues raisonnés cités en source : Thuillier 1994 et Blunt 1966.
| Tableau | Titre | Date                             | Dimensions                               | Notes | Lieu de conservation                                                                                  | Numéros des catalogues Thuillier/Blunt |
| ------- | --- | -------------------------------- | ---------------------------------------- | --- | --- | -------------------------------------- |
|         | Saint Denis l'Aréopagite couronné par un ange                                                                                | 1620-1621 (vers)                 | 173 × 108 cm                             | Tableau provenant de l'église Saint-Germain-l'Auxerrois (Paris) | Rouen, musée des beaux-arts                                                                           | 3/R51                                  |
|         | La Mort de Chioné | 1622                             | 109,5 × 159,5 cm                         | Attribué par Denis Mahon en 1998. Acquis en février 2016 par le musée. | Lyon, musée des beaux-arts                                                                            |                                        |
|         | La Mort de la Vierge | 1623                             | 202 × 137 cm                             | Issu d'un retable commandé par l'archevêque de Paris Jean-François de Gondi pour la cathédrale Notre-Dame, saisi à la Révolution et déposé au Louvre, envoyé à Bruxelles en 1803, considéré comme une copie, et disparu en 1814. Retrouvé en 2000 à l'église de Sterrebeek.                  | Sterrebeek, église Saint-Pancrace                                                                     | 11/91                                  |
|         | Moïse exposé sur les eaux | 1624 (vers)                      | 145 × 196 cm                             | Acheté à Paris en 1742 par Auguste III de Saxe | Dresde, Gemäldegalerie Alte Meister                                                                   | 15/10                                  |
|         | Le Triomphe d'un poète ou Le Triomphe d'Ovide                                                                                | 1624-1625 (vers)                 | 148 × 176 cm                             | Attribution contestée par Anthony Blunt. | Rome, Palais Corsini                                                                                  | 13/R92                                 |
|         | Renaud et Armide | 1624-1625 (vers) (ou 1630 ?)     | 80 × 107 cm                              | Apparu en 1804 en Angleterre dans la collection Noël Desenfans puis Francis Bourgeois, qui le lègue au Dulwich College en 1807. | Londres, Dulwich Picture Gallery                                                                      | 20/202                                 |
|         | Céphale et l'Aurore | 1624-1625 (vers)                 | 79 × 152 cm                              | Collection Dal Pozzo ? Appartient à la collection Worsley avant 1770. | York, Hovingham Hall, Worsley Collection                                                              | 25/145                                 |
|         | Vénus et Adonis | 1624-1625 (vers)                 | 98,5 × 134,6 cm                          | Ancienne collection Dal Pozzo ? Pendant de Paysage avec une nymphe et un satyre de Cleveland ? Attribution contestée par Blunt. | Fort Worth, Kimbell Art Museum                                                                        | 30/R107                                |
|         | Enfant à la corne d'abondance                                                                                                | 1624-1625 (vers)                 | 54,8 × 51,8 cm                           | Fragment d'une peinture ? Signalé dans la collection en 1713. Attribution contestée par Blunt. | Rome, Palazzo Pallavicini Rospigliosi                                                                 | 31/161(copie)                          |
|         | Mars et Vénus | 1625 (vers)                      | 81 × 145 cm                              | Vendu par Pierre Alexis Ponce de La Feuille en 1671 à Louis XIV. Identifié comme un original par Pierre Rosenberg en 2012. | Paris, Musée du Louvre                                                                                | R84/R104                               |
|         | Midas, Pan et des bergers | 1625 (vers)                      | 73,6 × 95,6 cm                           | Passé en vente chez Christie's le 11 juillet 2001, lot 57. Attribué à Poussin par Rosenberg, Denis Mahon et Timothy Standring | Collection privée                                                                                     |                                        |
|         | Vénus endormie avec l'Amour (en) ou Vénus épiée par des bergers                                                              | 1624-1626 (vers)                 | 71 × 96 cm                               | Mentionné dans l'inventaire des Électeurs de Saxe en 1722. Attribution admise par les historiens de l'art avec réticence. | Dresde, Gemäldegalerie Alte Meister                                                                   | 28/189                                 |
|         | Mercure, Hersé et Aglaure | 1624-1626 (vers)                 | 53,5 × 77,5 cm                           | Provient de la collection de Jacques-Édouard Gatteaux, endommagé lors des incendies de la Commune de Paris (1871). | Paris, École nationale supérieure des beaux-arts                                                      | 29/164                                 |
|         | La Vierge à l'Enfant avec saint Jean Baptiste                                                                                | 1624-1626 (vers)                 | 67 cm de diamètre                        | Tableau attribué au musée du Louvre par l'Office des biens et intérêts privés en 1950 (Musées nationaux récupération), puis déposé au musée de l'hôtel Lallemant de Bourges en 1954. Attribution par Pierre Rosenberg (2015, S17), rejetée par Blunt et Thuillier.                           | Bourges, Musée des arts décoratifs, hôtel Lallemant.                                                  | R27/R26                                |
|         | Renaud et Armide | 1625 (vers)                      | 95 × 133 cm                              | Acquis par Catherine II de Russie et envoyé à Moscou en 1930. | Moscou, Musée Pouchkine                                                                               | 16/203                                 |
|         | Nymphe et satyre | 1625 (vers)                      | 51,5 × 66,7 cm                           | Vente Christie's 15 Avril 2008, lot 37, comme Poussin. Attribution par Pierre Rosenberg ou Timothy Standring mais rejetée par Mickaël Szanto | Collection particulière (Jeff Koons)                                                                  |                                        |
|         | Apollon et Daphné | 1625 (vers)                      | 42,6 × 53,4 cm                           | Passé en vente chez Christie's, New York, le 25 janvier 2005, lot 25 | Collection particulière (coll. Harold Lancer)                                                         |                                        |
|         | Bataille de Gédéon contre des Madianites                                                                                     | 1625-1626 (vers)                 | 98 × 137 cm                              | Réalisé pour le noble romain Marcello Sacchetti. | Rome, Pinacothèque vaticane                                                                           | 21/31                                  |
|         | La Victoire de Josué sur les Amorites                                                                                        | 1625-1626                        | 97,5 × 134 cm                            | Pendant de la Victoire sur les Amalécites. Vendu par le peintre 7 écus, acquis par Catherine II de Russie. | Moscou, musée Pouchkine                                                                               | 18/30                                  |
|         | La Victoire de Josué sur les Amalécites                                                                                      | 1625-1626                        | 97,5 × 134 cm                            | Pendant de la Victoire sur les Amorites. Vendu par le peintre 7 écus, acquis par Catherine II de Russie. | Saint-Pétersbourg, musée de l'Ermitage                                                                | 17/29                                  |
|         | Bacchanale ou Bacchus et Ariane                                                                                              | 1625-1626                        | 122 × 169 cm                             | Mentionné dans le catalogue du Palais royal de la Granja de San Ildefonso en 1746. Attribution rejetée par Blunt mais acceptée par Thuillier et Rosenberg. | Madrid, musée du Prado                                                                                | 24/R66                                 |
|         | Céphale et Aurore | 1625-1626 (vers)                 | 96,9 × 131,3 cm                          | Acquis par le musée en 1831. Tableau remanié vers 1626-1627 par notamment la suppression d'un char sur la toile. | Londres, National Gallery                                                                             | 43/144                                 |
|         | Vénus et Adonis | 1625-1626 (vers)                 | 75 × 100 cm                              | Collection de Joshua Reynolds en 1766 | Providence (Rhode Island), Rhode Island School of Design Museum of Art                                | 42/185                                 |
|         | Hannibal traversant les Alpes à dos d'éléphant                                                                               | 1625-1626 (vers)                 | 100 × 133 cm                             | Collection de Cassiano dal Pozzo. Attribué par Blunt mais rejeté par Thuillier. Vente aux enchères infructueuse en juillet 2013. | Collection particulière                                                                               | B12/157                                |
|         | Paysage au satyre endormi | 1625-1626 (vers)                 | 75 × 90 cm                               | Ancienne collection Cassiano dal Pozzo puis François-Xavier Fabre. Attribué par Rosenberg mais rejeté par Thuillier. | Montpellier, Musée Fabre                                                                              | R130/                                  |
|         | Paysage avec une nymphe et un satyre dit aussi Amor Omnia Vincit                                                             | 1625-1627 (vers)                 | 97 × 127,5 cm                            | Ancienne collection Dal Pozzo, pendant de Vénus et Adonis de Fort Worth ? Attribué par Rosenberg mais rejeté par Thuillier et attribué à Pier Francesco Mola par Blunt | Cleveland, Museum of Art                                                                              | R124/R58                               |
|         | Midas transformant en or le rameau d'une yeuse, dit autrefois Numa Pompilius et la nymphe Égérie                             | 1625-1628 (vers)                 | 77 × 101 cm                              | Collection Cassiano Dal Pozzo. Acquis par le duc d'Aumale avec la collection de Frédéric Reiset. | Chantilly, musée Condé                                                                                | 60/168                                 |
|         | Le Massacre des Innocents | 1625-1629 (vers)                 | 147 × 171 cm                             | Peint pour Vincenzo Giustiniani. Acheté par le duc d'Aumale en 1854 | Chantilly, musée Condé                                                                                | 19/67                                  |
|         | Éliézer et Rébecca au puits ou Rébecca étanchant la soif d'Éliézer                                                           | 1626 (vers)                      | 93,3 × 117,5 cm                          | Ancienne collection Cassiano Dal Pozzo, redécouvert par Denis Mahon, acheté par lui en vente public en 1964 sous l'attribution à Pietro Testa. Attribution rejetée par Thuillier, mais confirmée par Rosenberg.                                                                              | New York, collection Wildenstein                                                                      |                                        |
|         | Vénus pleurant Adonis | 1626                             | 57 × 128 cm                              | Mentionné dans l'inventaire du cardinal Angelo Giori. Dans les collections royales en 1683 et envoyé à Caen en 1804. | Caen, musée des beaux-arts                                                                            | 26/186                                 |
|         | La Destruction du temple de Jérusalem                                                                                        | 1626                             | 145,8 × 194 cm                           | Peint pour le cardinal Barberini et payé à Poussin 61 écus le 3 février 1626. Passe dans la collection du cardinal de Richelieu, perdu à la fin du XVIIIe siècle. Redécouvert en 1995 et donné au musée en 1999                                                                              | Jérusalem, musée d'Israël                                                                             | 35/                                    |
|         | Vue de Grottaferrata comprenant Vénus et Adonis et Paysage au dieu Fleuve                                                    | 1626 (vers)                      | 77 × 202 cm (74,5 × 112 cm + 77 × 88 cm) | Collection Dal Pozzo. Coupé en deux parties au XVIIIe siècle et réunies en 2009 dans un même cadre | Montpellier, musée Fabre                                                                              | 22/R105                                |
|         | Apollon et Daphné | 1626 (vers)                      | 97 × 131 cm                              | Dans les collections de l'Électeur de Bavière en 1782. | Munich, Alte Pinakothek                                                                               | 23/130                                 |
|         | Apollon et Daphné | 1626 (vers)                      | 63 × 77 cm                               | Ancienne collection Cassiano dal Pozzo, formant le pendant de La Mort d'Eurydice. Attribué à Poussin par Pierre Rosenberg à la fin des années 1980 dans une collection suisse. Passé en vente chez Robilant & Voena en 2017.                                                                 | Collection particulière                                                                               |                                        |
|         | La Mort d'Eurydice | 1626 (vers)                      | 63 × 77 cm                               | Ancienne collection Cassiano dal Pozzo, formant le pendant de Apollon et Daphné. Attribué à Poussin par Pierre Rosenberg à la fin des années 1980 dans une collection suisse. Passé en vente chez Robilant & Voena en 2017.                                                                  | Collection particulière                                                                               |                                        |
|         | Bacchanale d'enfants | 1626                             | 56 × 76 cm                               | détrempe. Collection du cardinal Chigi, resté au Palais Chigi jusqu'en 1914, entré dans les collections nationales en 1979 | Rome, Galerie nationale d'art ancien, palais Barberini                                                | 36/192                                 |
|         | Bacchanale d'enfants | 1626                             | 74 × 85 cm                               | Détrempe. Même origine que le précédent sans être pour autant un pendant. | Rome, Galerie nationale d'art ancien, palais Barberini                                                | 37/193                                 |
|         | La Lamentation sur le Christ                                                                                                 | 1626                             | 102 × 148 cm                             | Dans les collections de l'Électeur de Bavière au XVIIIe siècle | Munich, Alte Pinakothek                                                                               | 38/82                                  |
|         | Vénus surprise par des satyres                                                                                               | 1626                             | 77 × 100 cm                              | Attribution rejetée par Blunt puis par Thuillier mais récemment réattribué à Poussin | Zurich, Kunsthaus                                                                                     | B7/R113                                |
|         | Scène bacchique ou Nymphe chevauchant un satyre                                                                              | 1626 (vers)                      | 96 × 74,5 cm                             | Mentionné en 1749 dans les collections du landgrave Guillaume VIII de Hesse-Cassel | Cassel (Hesse), Galerie de peintures anciennes du Land de Hesse                                       | 44/198                                 |
|         | Descente de croix ou La Déposition de la croix                                                                               | 1626 (vers)                      | 119 × 98 cm                              | Collection d'Heinrich von Brühl acquise par Catherine II de Russie en 1768 | Saint-Pétersbourg, musée de l'Ermitage                                                                | 39/80                                  |
|         | L'Enfance de Bacchus | 1626 (vers)                      | 135 × 168 cm                             | Acheté en Angleterre par le duc d'Aumale en 1859 | Chantilly, musée Condé                                                                                | 46/134                                 |
|         | Vénus épiée par deux satyres                                                                                                 | 1626 (vers)                      | 68 × 94 cm                               | Ancienne collection Paul Jamot, réattribué à Poussin après restauration. | Collection particulière                                                                               | B6/                                    |
|         | Le Repos en Égypte | 1626 (vers)                      | 46 × 30,9 cm                             | Ancienne collection Paul de Yougoslavie. Attribué par Konrad Oberhuber et Rosenberg, rejeté par Thuillier. Passé en vente chez Christie's le 7 décembre 2023 (lot 31) | Collection particulière                                                                               | B25/                                   |
|         | Le Christ au jardin des Oliviers                                                                                             | 1628 (vers)                      | 62 × 49 cm                               | Huile sur cuivre, ancienne collection Dal Pozzo réapparu en 1985. Don de Jon Landau au musée en 2021 | New York, Metropolitan Museum of Art                                                                  | 27/L30                                 |
|         | Le Christ au jardin des Oliviers                                                                                             | 1626 (vers) ou vers 1628         | 60,5 × 47 cm                             | huile sur cuivre, ancienne collection Barberini. Vendu aux enchères pour 6,7 millions de dollars à un particulier en janvier 1999 | Los Angeles, collection particulière, déposé au J. Paul Getty Museum                                  | 88                                     |
|         | Hélios et Phaëton avec Saturne et les quatre saisons ou Apollon accordant son char à Phaëton                                 | 1626-1627 (vers)                 | 122 × 153 cm                             | Localisé à Paris en 1674, puis à Potsdam en 1773 | Berlin, Gemäldegalerie                                                                                | 51/172                                 |
|         | La Nourriture de Bacchus ou La Petite Bacchanale                                                                             | 1626-1627 (vers)                 | 97 × 136 cm                              | Acquis pour les collections royales avant 1683. Attribution rejetée par Anthony Blunt | Paris, musée du Louvre                                                                                | 50/R64                                 |
|         | La Nourriture de Bacchus ou L'Enfance de Bacchus                                                                             | 1626-1627 (vers)                 | 75 × 97 cm                               | Ancienne collection de Pierre-Jean Mariette puis du Marquis de Cholmondeley, légué en 1831. | Londres, National Gallery                                                                             | 52/133                                 |
|         | Vénus et Mercure, comprenant Vénus et Mercure (reproduite ci-contre) et Concert d'amours                                     | 1626-1627 (vers)                 | 78 × 85 cm et 57 × 51 cm                 | Composition originale connue par un dessin du Louvre et découpée au cours du XVIIIe siècle | Londres, Dulwich Picture Gallery et Paris, musée du Louvre                                            | 34/184                                 |
|         | La Vierge à l'enfant | 1626-1627 (vers)                 | 58,5 × 49,5 cm                           | Collection Dal Pozzo. Pendant de la Piéta de Cherbourg, redécoupé. La décoration florale est attribuée à Daniel Seghers. | Brighton, Preston Manor (en)                                                                          | 40                                     |
|         | Piéta | 1626-1627 (vers)                 | 57,5 × 48,5 cm                           | Collection Dal Pozzo. Pendant de la Vierge à l'enfant de Brighton, redécoupé. La décoration florale est attribuée à Daniel Seghers. | Cherbourg, musée Thomas-Henry                                                                         | 41/81                                  |
|         | Bacchus-Apollon ou Bacchus et Érigone                                                                                        | 1626-1627 (vers) (ou vers 1628 ? | 98 × 73,5 cm                             | Premier projet de Bacchus-Érigone recouvert par Poussin lui-même par un Bacchus-Apollon. Nombreux repeints de pudibonderie postérieurs | Stockholm, Nationalmuseum                                                                             | 53/135                                 |
|         | Scène bachique ou Nymphe et satyre buvant                                                                                    | 1626-1627 (vers)                 | 73 × 59 cm                               | Peinture avec des copies originales à Madrid et Moscou | Dublin, National Gallery of Ireland                                                                   | 45copie/200copie                       |
|         | Scène bachique ou Nymphe et satyre buvant                                                                                    | 1626-1628                        | 74 × 60 cm                               | Copie du tableau de Dublin considéré comme de la main du maître | Madrid, musée du Prado                                                                                | 45a/200                                |
|         | Scène bachique ou Nymphe et satyre buvant                                                                                    | 1626-1628                        | 77 × 62 cm                               | Copie du tableau du Prado considéré comme de la main du maître | Moscou, musée Pouchkine                                                                               | 45b/200                                |
|         | Midas se lavant dans le Pactole                                                                                              | 1626-1628 (vers)                 | 97,5 × 72,5 cm                           | Acquis en 1871 par le musée | New York, Metropolitan Museum of Art                                                                  | 47/165                                 |
|         | Midas à la source du Pactole                                                                                                 | 1626-1628 (vers)                 | 50 × 66 cm                               | Tableau volé le 19 février 2011 et retrouvé le 4 mai 2012 | Ajaccio, musée Fesch                                                                                  | 48/166                                 |
|         | Olympos et Marsyas | 1626-1628 (vers)                 | 102,5 × 89,5 cm                          | Tableau redécouvert par Pierre Rosenberg en 1969, acheté par le musée du Louvre puis rendu à ses propriétaires à la suite d'une procédure judiciaire en 1978 | Collection particulière                                                                               | 49/L49                                 |
|         | Narcisse et Cupidon | 1626-1629 (vers)                 | 53 × 41,9 cm                             | Redécouvert puis vendu aux enchères en 1997, puis à nouveau chez Sotheby's le 29 janvier 2020 (lot 40) | Collection particulière                                                                               |                                        |
|         | Nymphe endormie surprise par des satyres ou Vénus surprise par des satyres                                                   | 1627                             | 66 × 50,8 cm                             | D'abord rejetée par Blunt et Thuillier et récemment réattribué à la suite d'une radiographie par Rosenberg | Londres, National Gallery                                                                             | B8/R113                                |
|         | L'Inspiration du poète (autrefois appelé L'Inspiration d'Anacréon)                                                           | 1627 (vers)                      | 94 × 69,5 cm                             | Dans les collections des Électeurs de Hanovre en 1779 | Hanovre, Niedersächsisches Landesmuseum                                                               | 72/125                                 |
|         | L'Annonciation | 1627 (vers)                      | 75 × 95 cm                               | Ancienne collection Frédéric Reiset. Attribué par Blunt, parfois attribué à Charles Mellin, rejeté par Thuillier et par Rosenberg mais réattribué à Poussin depuis par ce dernier. | Chantilly, musée Condé                                                                                | B15/38                                 |
|         | Acis et Galatée | 1627-1628                        | 97 × 135 cm                              | Donné au musée en 1916 | Dublin, National Gallery of Ireland                                                                   | 54/128                                 |
|         | Les Bergers d'Arcadie (Et in Arcadia ego)                                                                                    | 1627-1628                        | 101 × 82 cm                              | Dans les collections de Louis-Henri de Loménie de Brienne à la fin du XVIIe siècle et dans celles du duc du Devonshire en 1761 | Chatsworth House, Devonshire Collection                                                               | 67/119                                 |
|         | Bacchanale à la joueuse de guitare dit aussi La Grande Bacchanale                                                            | 1627-1628                        | 121 × 175 cm                             | Acquis par le duc de Richelieu puis dans les collections royales | Paris, musée du Louvre                                                                                | 55/140                                 |
|         | Écho et Narcisse | 1628                             | 74 × 100 cm                              | Acquis par Louis XIV avant 1683 | Paris, musée du Louvre                                                                                | 57/151                                 |
|         | La Mort de Germanicus | 1628                             | 146 × 195 cm                             | Peint pour le cardinal Francesco Barberini. En possession de ses héritiers jusqu'à sa vente au musée en 1958 | Minneapolis, Institute of Arts                                                                        | 58/156                                 |
|         | Le Triomphe de Flore | 1628                             | 165 × 241 cm                             | Propriété du cardinal Omodei. Acquis en 1684-1685 par Louis XIV | Paris, musée du Louvre                                                                                | 56/154                                 |
|         | Le Massacre des innocents | 1628                             | 97 × 132 cm                              | Attribué par Blunt mais rejeté par Thuillier. Ancienne collection Duthuit léguée au musée en 1902. | Paris, musée du Petit Palais                                                                          | B2/66                                  |
|         | L'Enfance de Bacchus | 1628 (vers)                      | 74 × 97,8 cm                             | Ancienne collection Joshua Reynolds, attribué à Poussin par Rosenberg, Mahon et Standring, pendant de la Scène Pastorale. | Collection particulière                                                                               |                                        |
|         | Scène pastorale | 1628 (vers)                      | 74 × 97,8 cm                             | Ancienne collection Joshua Reynolds, attribué à Poussin par Rosenberg, Mahon et Standring, pendant de L'Enfance de Bacchus. | Collection particulière                                                                               | R126/                                  |
|         | Le Mariage mystique de sainte Catherine                                                                                      | 1628-1629 (vers)                 | 126 × 168 cm                             | Peut-être issu de la collection Dal Pozzo. Ancienne collection Cook. Légué au musée par John Heathcoat-Amory en 1973. Jacques Thuillier rejette cette attribution. | Édimbourg, National Gallery of Scotland                                                               | 95/B17                                 |
|         | Le Martyre de saint Érasme                                                                                                   | 1628-1629                        | 99 × 74 cm                               | Modello du tableau destiné à Saint Pierre de Rome. Ancienne collection Barberini, entrée au musée en 1972 | Ottawa, Musée des beaux-arts du Canada                                                                | 68/98                                  |
|         | Le Martyre de saint Érasme                                                                                                   | 1628-1629                        | 320 × 186 cm                             | Commandé en 1628 à l'instigation du cardinal Francesco Barberini pour orner une chapelle de la basilique Saint-Pierre | Rome, Pinacothèque vaticane                                                                           | 69/97                                  |
|         | Midas devant Bacchus | 1628-1629                        | 98 × 130 cm                              | Localisée à Munich dès 1787. | Munich, Alte Pinakothek                                                                               | 65/R89                                 |
|         | Diane et Endymion | 1628-1630 (vers)                 | 122 × 169 cm                             | Peut-être issue de l'ancienne collection Jules Mazarin puis de Joseph Fesch. Nombreux repeints par Poussin lui-même | Detroit, Institute of Arts                                                                            | 66/149                                 |
|         | Mars et Vénus | 1628-1630 (vers)                 | 155 × 213 cm                             | Ancienne collection Dal Pozzo | Boston, Museum of Fine Arts                                                                           | 61/183                                 |
|         | L'Inspiration du poète | 1629                             | 183 × 213 cm                             | Appartenait à la collection de Thomas Charles Hope en 1824, acheté par le Louvre en 1911. Abondamment remanié par Poussin lui-même. | Paris, musée du Louvre                                                                                | 79/124                                 |
|         | L'Apparition de la Vierge à saint Jacques le Majeur                                                                          | 1629-1630 (vers)                 | 301 × 242 cm                             | Peint peut-être pour un retable de l'église Saint-Jacques de Valenciennes. Acquis par le duc de Richelieu puis entré dans les collections royales en 1665 | Paris, musée du Louvre                                                                                | 75/102                                 |
|         | Sainte Famille avec saint Jean Baptiste                                                                                      | 1629-1630                        | 101 × 75,5 cm                            | Ancienne collection de Heinrich Thyssen | Karlsruhe, Staatliche Kunsthalle                                                                      | 74/48                                  |
|         | Moïse adoucissant les eaux de Marah                                                                                          | 1629-1630 (vers)                 | 152 × 210 cm                             | Entré en 1755 dans les collections du premier vicomte d'Harcourt en Angleterre. Vendu aux enchères en 1948. | Baltimore, Museum of Art                                                                              | 76/28                                  |
|         | Le Retour d'Égypte | 1629-1630 (vers)                 | 112 × 94 cm                              | Peut-être la première version de la toile de Cleveland | Londres, Dulwich Picture Gallery                                                                      | 77/68                                  |
|         | Sainte Famille dit aussi Le Repos pendant la fuite en Égypte                                                                 | 1629-1630 (vers)                 | 76 × 63 cm                               | Anciennement dans la collection de Dr et Mrs Rudolph Heinemann, donné au musée en 1996 | New York, Metropolitan Museum of Art                                                                  | 78/63                                  |
|         | Le Triomphe de David ou David vainqueur                                                                                      | 1629-1630 (vers)                 | 100 × 130 cm                             | Collection du cardinal Girolamo Casanate dès 1664. Entrée dans les collections royales espagnoles avant 1727. | Madrid, musée du Prado                                                                                | 73/34                                  |
|         | Amours chevauchant des boucs                                                                                                 | 1630 (peu avant)                 | 33,3 × 38,2 cm                           | Ancienne collection Jan Krugier, passé en vente chez Sotheby's, New York, le 25 janvier 2015, lot 63. | Collection particulière                                                                               | B3/194                                 |
|         | Le Repos pendant la fuite en Égypte                                                                                          | 1630 (vers)                      | 88 × 67 cm                               | Peut-être issu de la collection Pierre Crozat, passé par l'Angleterre au XIXe siècle | Winterthour, Musée Oskar Reinhart « Am Römerholz »                                                    | 80/64                                  |
|         | L'Assomption de la Vierge | 1630-1632 (vers)                 | 134,4 × 98,1 cm                          | Attribution par Blunt mais rejetée par Thuillier. Généralement considéré comme autographe désormais (2015). | Washington, National Gallery of Art                                                                   | B20/92                                 |
|         | Enfants et chiens | 1630-1633 (vers)                 | 67,5 × 50 cm                             | Fragment d'une plus grande toile dont le sujet reste inconnu. Collection de Pierre Crozat acquise par Catherine II de Russie en 1772 | Saint-Pétersbourg, musée de l'Ermitage                                                                | 32/195                                 |
|         | La Peste d'Asdod ou Les Philistins frappés de la peste                                                                       | 1631                             | 148 × 198 cm                             | Commencé fin 1630 et vendu pour 110 écus. Ancienne collection du duc de Richelieu | Paris, musée du Louvre                                                                                | 81/32                                  |
|         | Nymphe chevauchant un bouc ou Vénus, faune et putti                                                                          | 1631 (vers)                      | 72 × 56 cm                               | Peut-être ancienne collection Crozat. Acquis par Catherine II en 1771. | Saint-Pétersbourg, musée de l'Ermitage                                                                | 82/199                                 |
|         | Jeux d'enfants et putti | 1631 (vers)                      | 95 × 72 cm                               | Peut-être issu de la collection Pierre Crozat vendue à Catherine II de Russie | Saint-Pétersbourg, musée de l'Ermitage                                                                | 83/196                                 |
|         | L'Empire de Flore appelé aussi Le Jardin de Flore ou Le Jardin des fleurs                                                    | 1631                             | 131 × 181 cm                             | Vendu 100 écus. Collections de l'électeur de Saxe depuis 1722 | Dresde, Gemäldegalerie Alte Meister                                                                   | 84/155                                 |
|         | Tancrède et Herminie | 1631                             | 98 × 147 cm                              | Acquis à Paris en 1766 par Catherine II de Russie | Saint-Pétersbourg, musée de l'Ermitage                                                                | 86/206                                 |
|         | Le Parnasse dit aussi Apollon et les muses                                                                                   | 1631-1632                        | 145 × 197 cm                             | Dans les collections royales espagnoles depuis 1746 | Madrid, musée du Prado                                                                                | 85/129                                 |
|         | Le Tromphe de David | 1631-1633 (vers)                 | 117 × 146 cm                             | Origine inconnue avant son entrée au musée. Attribution avec doutes de Mahon, Blunt et Thuillier | Londres, Dulwich Picture Gallery                                                                      | 91/33                                  |
|         | Bacchanale devant un terme                                                                                                   | 1632-1633                        | 98 × 142,8 cm                            | Acquis en 1826 | Londres, National Gallery                                                                             | 87/141                                 |
|         | Le Retour d'Égypte | 1632-1633                        | 134 × 99 cm                              | Provient des collections des princes de Liechtenstein, vendu en 1952 | Cleveland, Museum of Art                                                                              | 89/s.n.                                |
|         | La Translation miraculeuse de sainte Rita de Cascia ou La Vierge protégeant Spolète                                          | 1633 (vers)                      | 48 × 37 cm                               | Huile sur bois. La radiographie a révélé une peinture antérieure en-dessous. Ancienne collection Francis Bourgeois. | Londres, Dulwich Picture Gallery                                                                      | 97/94                                  |
|         | L'Adoration des mages | 1633                             | 160 × 182 cm                             | Acquis en 1742 par Auguste de Saxe à Paris. Signé Accad. rom. Nicolaus Pusin faciebat Romae 1633 | Dresde, Gemäldegalerie Alte Meister                                                                   | 93/44                                  |
|         | L'Adoration des bergers | 1633-1634                        | 98 × 74 cm                               | Provient peut-être de la collection de Joshua Reynolds, passé dans la famille Beauchamp et entrée au musée en 1957. Signé N. Poussin fe. sur la pierre au premier plan. | Londres, National Gallery                                                                             | 92/40                                  |
|         | La Danse de la vie humaine                                                                                                   | 1633-1634 (vers)                 | 83 × 105 cm                              | Peint pour le cardinal Ropigliosi, futur pape Clément IX, sur un thème défini par lui. Passé dans les collections Fesch puis du duc d'Hartford et de Richard Wallace | Londres, Wallace Collection                                                                           | 141/121                                |
|         | L'Enlèvement des Sabines | 1633-1634 ou 1637-1638           | 159 × 206 cm                             | Pour Blunt, cette version est plus ancienne que celle du Metropolitan, pour Thuillier, c'est l'inverse | Paris, musée du Louvre                                                                                | 131/179                                |
|         | Saint Jean baptisant dans le Jourdain ou Saint Jean baptisant le peuple                                                      | 1633-1634 (vers)                 | 95 × 120 cm                              | Collection Dal Pozzo, passé dans la collection des ducs de Rutland en 1785. Appartient un temps à la Fondation et Collection Emil G. Bührle puis acquis par le Getty en 1971 | Los Angeles, J. Paul Getty Museum                                                                     | 94/70                                  |
|         | Les Compagnons de Renaud | 1633-1634 (vers)                 | 119 × 101 cm                             | Collection Dal Pozzo. Acquis par le musée en 1977. | New York, Metropolitan Museum of Art                                                                  | 106/205                                |
|         | Moïse faisant jaillir l'eau du rocher ou Le Frappement du rocher                                                             | 1633-1635                        | 97 × 133 cm                              | Collection Jean-Baptiste Colbert de Seignelay puis dans la collection d'Orléans du Palais-Royal, et enfin collection Bridgewater. Toujours en possession de ses héritiers | Édimbourg, National Gallery of Scotland (prêt)                                                        | 101/22                                 |
|         | Paysage avec un homme effrayé par un serpent                                                                                 | 1633-1635 (vers)                 | 65 × 76 cm                               | Collection Dal Pozzo ? Acquis vers 1920 à Paris par Duncan Grant. Possession d'Anthony Blunt avant sa vente au musée. | Montréal, musée des beaux-arts                                                                        | 96/215                                 |
|         | Enfants jouant | 1633-1635 (vers)                 | 52 × 39 cm                               | Ancienne collection du duc de Westminster | Lisbonne, Musée Calouste-Gulbenkian                                                                   | 104/R109                               |
|         | Vénus montrant ses armes à Énée                                                                                              | 1633-1635 (vers)                 | 107 × 133 cm                             | Ancienne collection du prince de Cellamare | Toronto, musée des beaux-arts de l'Ontario                                                            | 107/190                                |
|         | Tancrède et Herminie | 1634 (vers) (ou 1638-1639)       | 75 × 100 cm                              | Acheté à Paris en 1717 par James Thornhill. Acquis par le musée en 1938 | Birmingham, Barber Institute of Fine Arts                                                             | 143/207                                |
|         | L'Enlèvement des Sabines | 1634                             | 154,5 × 210 cm                           | Ancienne collection de Marie-Madeleine de Vignerot d'Aiguillon. | New York, Metropolitan Museum of Art                                                                  | 103/180                                |
|         | Le Passage de la mer Rouge                                                                                                   | 1634                             | 155,6 × 215,3 cm                         | Pendant de L'Adoration du Veau d'or. Collection dal Pozzo. Propriété des Comte de Radnor du XVIIIe siècle jusqu'en 1945 | Melbourne, National Gallery of Victoria                                                               | 99/20                                  |
|         | L'Adoration du Veau d'or | 1634                             | 154 × 214 cm                             | Pendant du Passage de la mer Rouge. Collection dal Pozzo. Propriété des Comte de Radnor du XVIIIe siècle jusqu'en 1945 | Londres, National Gallery                                                                             | 100/26                                 |
|         | Le Jeune Pyrrhus sauvé | 1634                             | 116 × 160 cm                             | Payé 70 écus le 2 septembre 1634 à un proche du pape. Passé des collections de Richelieu à celles du roi en 1665 | Paris, musée du Louvre                                                                                | 108/178                                |
|         | Paysage aux ruines ou Paysage avec une tombe antique et deux figures                                                         | 1634 (vers)                      | 72 × 98 cm                               | Attribution refusée par Thuillier. Attribué à Jean Lemaire par Blunt, attribué à Poussin par Rosenberg | Madrid, musée du Prado                                                                                | R142                                   |
|         | Saint Jean baptisant le peuple                                                                                               | 1634-1635                        | 94 × 120 cm                              | Collection d'André Le Nôtre, donnée au roi en 1693 | Paris, musée du Louvre                                                                                | 102/69                                 |
|         | Camille et le maître d'école de Faléries                                                                                     | 1634-1635 (vers)                 | 101 × 137 cm                             | Propriété des princes de Schaumbourg-Lippe au XVIIIe siècle. Ancienne collection Paul de Yougoslavie. Acquis par le musée en 1970 | Pasadena (Californie), Norton Simon Museum                                                            | 109/143                                |
|         | Hyménée travesti en femme à l'occasion d'un sacrifice à Priape dit aussi Danse en l'honneur de Priape                        | 1634-1638 (vers)                 | 167 × 376 cm                             | Commande du roi d'Espagne, pendant de La Chasse de Méléagre et Atalante ? | São Paulo, musée d'art                                                                                | 116/176                                |
|         | La Chasse de Méléagre et Atalante dit aussi Le Départ pour la chasse                                                         | 1634-1638                        | 160 × 360 cm                             | Commande du roi d'Espagne, pendant de La danse en l'honneur de Priape ? | Madrid, musée du Prado                                                                                | 115/163                                |
|         | Sainte Cécile | 1635 (vers)                      | 117,7 × 89 cm                            | Localisé à l'Alcazar de Madrid en 1734. Attribution rejetée par Thuillier | Madrid, musée du Prado                                                                                | B19/96                                 |
|         | La Destruction du temple de Jérusalem ou La Prise de Jérusalem                                                               | 1638                             | 147 × 198 cm                             | Contient l'inscription « Ni Pussin Fec » sur le second bouclier à droite. Commandé par Barberini pour être donné à l'ambassadeur de l'empereur du Saint-Empire germanique en 1639 | Vienne, Kunsthistorisches Museum                                                                      | 132/37                                 |
|         | Le Triomphe de Neptune (en) ou La Naissance de Vénus (Bacchanales Richelieu I)                                               | 1635 ou 1636                     | 97,2 × 108 cm                            | Issu d'une série commandée par le cardinal de Richelieu pour son château du même nom | Philadelphie, Museum of Art                                                                           | 110/167                                |
|         | Le Triomphe de Silène (Bacchanales Richelieu II)                                                                             | 1637                             | 143,5 × 121,3 cm                         | Issu d'une série commandée par le cardinal de Richelieu pour son château du même nom. Considéré comme une copie ancienne (1637) d'un original disparu par Blunt, Thuillier et les conservateurs du musée. Considéré comme un original par Rosenberg                                          | Londres, National Gallery                                                                             | 111/138                                |
|         | Le Triomphe de Pan (Bacchanales Richelieu III)                                                                               | 1635-1636                        | 134 × 145 cm                             | Issu d'une série commandée par le cardinal de Richelieu pour son château du même nom | Londres, National Gallery                                                                             | 112/136                                |
|         | Le Triomphe de Bacchus (Bacchanales Richelieu IV)                                                                            | 1635-1636                        | 128,3 × 151,1 cm                         | Considéré par Blunt et Thuillier comme une copie ancienne. Attribuée par Rosenberg. Issu d'une série commandée par le cardinal de Richelieu pour son château du même nom | Kansas City, Nelson-Atkins Museum of Art                                                              | 113/137                                |
|         | Les Sept Sacrements I : Le Mariage (2)                                                                                       | 1636-1640 (vers)                 | 95,5 × 121 cm                            | Longtemps conservé au château de Belvoir, Leicestershire. Deuxième de la série, précédé de La Pénitence, détruit dans un incendie dans le même château en 1816 | Londres, collection du duc de Rutland, déposé à la Dulwich Picture Gallery                            | 125/111                                |
|         | Les Sept Sacrements I : L'Extrême-onction (3)                                                                                | 1636-1640 (vers)                 | 95,5 × 121 cm                            | Collection dal Pozzo. Ancienne collection du duc de Rutland. Acquis par le musée en novembre 2012. | Cambridge, Fitzwilliam Museum                                                                         | 126/109                                |
|         | Les Sept Sacrements I : La Confirmation (4)                                                                                  | 1636-1640 (vers)                 | 95,5 × 121 cm                            | Collection dal Pozzo. Acquis par le duc de Rutland en 1784-1785, longtemps conservé au Belvoir Castle, Leicestershire. | Londres, collection du duc de Rutland, déposé à la Dulwich Picture Gallery                            | 127/106                                |
|         | Les Sept Sacrements I : L'Ordre (5) (ou L'Ordination)                                                                        | 1636-1640 (vers)                 | 95,5 × 121 cm                            | Collection dal Pozzo. Acquis par le duc de Rutland en 1784-1785. Acquis par le Kimbell Art Museum en 2011 pour 15 millions de livres | Fort Worth, Kimbell Art Museum                                                                        | 128/110                                |
|         | Les Sept Sacrements I : L'Eucharistie (6)                                                                                    | 1636-1640 (vers)                 | 95,5 × 121 cm                            | Collection dal Pozzo. Acquis par le duc de Rutland en 1784-1785 et longtemps conservé au Belvoir Castle, Leicestershire. Acquis par l'État britannique en 2023 par dation. | Londres, National Gallery                                                                             | 129/107                                |
|         | Les Sept Sacrements I : Le Baptême dit aussi Le Baptême du Christ (7)                                                        | 1636-1642                        | 95,5 × 121 cm                            | Achevé en 1642 à Paris. Collection dal Pozzo. Acquis par le duc de Rutland en 1784-1785. Séparé de la série à la suite d'une vente en 1939 | Washington, National Gallery of Art                                                                   | 130/105                                |
|         | La Nourriture de Jupiter (dit aussi L'Enfance de Jupiter                                                                     | 1636-1637 (vers)                 | 96,2 × 119,6 cm                          | Apparu au milieu du XVIIIe siècle | Londres, Dulwich Picture Gallery                                                                      | 139/161                                |
|         | Paysage avec Junon et Argus                                                                                                  | 1636-1637 (vers)                 | 120 × 195 cm                             | Cité en 1638 dans la collection de la Famille Giustiniani à Rome | Berlin, Gemäldegalerie                                                                                | 95/160                                 |
|         | Camille livre le maître d'école de Faléries à ses écoliers                                                                   | 1637                             | 252 × 265 cm                             | Peint pour Louis Ier Phélypeaux de La Vrillière | Paris, musée du Louvre                                                                                | 122/142                                |
|         | Pan et Syrinx ou Syrinx poursuivie par Pan et changée en roseau                                                              | 1637                             | 106,5 × 82 cm                            | Acquis par Auguste III de Saxe à Paris en 1742 | Dresde, Gemäldegalerie Alte Meister                                                                   | 120/171                                |
|         | Paysage avec saint Jérôme | 1637-1638                        | 155 × 234 cm                             | Appartient à une série de tableaux représentant des anachorètes commandée par Philippe IV d'Espagne pour la décoration du palais du Retiro à des artistes vivant à Rome | Madrid, musée du Prado                                                                                | 114/103                                |
|         | Paysage avec un homme buvant                                                                                                 | 1637-1638 (vers)                 | 63 × 78 cm                               | Peut-être collection Dal Pozzo, réapparu en 1939. Pendant du Paysage avec voyageurs au repos | Londres, National Gallery                                                                             | 133/213                                |
|         | Paysage avec voyageurs au repos                                                                                              | 1637-1638 (vers)                 | 63 × 75 cm                               | Peut-être collection Dal Pozzo, réapparu en 1939. Pendant du Paysage avec un homme buvant | Londres, National Gallery                                                                             | 134/214                                |
|         | Les Israélites recueillant la manne dans le désert                                                                           | 1638-1639                        | 149 × 200 cm                             | Peint pour Paul Fréart de Chantelou puis acquis par Nicolas Fouquet et entré dans les collections royales dès 1661. | Paris, musée du Louvre                                                                                | 135/21                                 |
|         | Moïse sauvé des eaux | 1638                             | 93 × 121 cm                              | Tableau ayant appartenu à André Le Nôtre et donné au roi en 1693 | Paris, musée du Louvre                                                                                | 136/12                                 |
|         | Thésée retrouve l’épée de son père                                                                                           | 1638 (vers)                      | 98 × 134 cm                              | Peint en collaboration avec Jean Lemaire qui a réalisé le décor architectural. Copie ancienne au musée des Offices. | Chantilly, musée Condé                                                                                | 90/182                                 |
|         | La Sainte Famille | 1638 (vers)                      | 67 × 49 cm                               | Ancienne collection Giulio Rospigliosi, puis celle du cardinal Fesch, puis Frédéric Reiset. Attribution acceptée puis rejetée par Blunt, rejetée par Thuillier et par Rosenberg mais désormais acceptée par ce dernier.                                                                      | Chantilly, musée Condé                                                                                | B24/52                                 |
|         | Les Bergers d'Arcadie (Et in Arcadia ego)                                                                                    | 1638-1639                        | 85 × 121 cm                              | Acquis par Louis XIV en 1685 | Paris, musée du Louvre                                                                                | 137/120                                |
|         | Sainte Marguerite | 1638-1640 (vers)                 | 220 × 145 cm                             | Peut-être une commande Dal Pozzo à destination d'une église piémontaise | Turin, Galerie Sabauda                                                                                | 142/104                                |
|         | Vénus montrant ses armes à Enée                                                                                              | 1639                             | 105 × 142 cm                             | Peint pour Jacques Stella | Rouen, musée des beaux-arts                                                                           | 138/191                                |
|         | Jupiter allaité par la chèvre Amalthée ou La Nourriture de Jupiter                                                           | 1640                             | 97 × 133 cm                              | Collection de Frédéric II de Prusse en 1786 | Berlin, Gemäldegalerie                                                                                | 145/162                                |
|         | La Continence de Scipion | 1640                             | 114 × 163 cm                             | Collection Robert Walpole acquise par Catherine II de Russie en 1772 | Moscou, musée Pouchkine                                                                               | 146/181                                |
|         | Paysage avec saint Matthieu                                                                                                  | 1640                             | 99 × 135 cm                              | Vendu 70 écus le 28 octobre 1640. Légué au cardinal Barberini, acquis par le musée en 1873. Pendant du Paysage avec saint Jean à Patmos | Berlin, Gemäldegalerie                                                                                | 147/87                                 |
|         | Paysage avec saint Jean à Patmos                                                                                             | 1640                             | 102 × 133 cm                             | Vendu 70 écus le 28 octobre 1640. Réapparu en 1930. Pendant du Paysage avec saint Matthieu | Chicago, Art Institute                                                                                | 148/86                                 |
|         | Institution de l'Eucharistie ou Jésus Christ instituant l'Eucharistie                                                        | 1641                             | 325 × 250 cm                             | Commandé en décembre 1640 par Louis XIII pour la chapelle du château de Saint-Germain-en-Laye | Paris, musée du Louvre                                                                                | 149/78                                 |
|         | Moïse devant le buisson ardent                                                                                               | 1641                             | 203,7 × 170,8 cm                         | Commandé par le cardinal Richelieu pour un dessus de cheminée du grand cabinet du Palais-Cardinal (futur Palais-Royal). Acquis pour la collection royale danoise en 1761 | Copenhague, Statens Museum for Kunst                                                                  | 150/18                                 |
|         | Le Temps et la vérité dit aussi Le Temps soustrait la Vérité aux atteintes de l'Envie et de la Discorde                      | 1641                             | 297 cm de diamètre                       | Commandé par le cardinal Richelieu pour le plafond du grand cabinet de son palais parisien | Paris, musée du Louvre                                                                                | 152/122                                |
|         | Le Miracle de saint François-Xavier ou Saint François-Xavier rappelant à la vie la fille d'un habitant de Kagoshima au Japon | 1641-1642                        | 444 × 234 cm                             | Commandé par François Sublet de Noyers pour le maître-autel de la chapelle du noviciat des Jésuites | Paris, musée du Louvre                                                                                | 151/101                                |
|         | Sainte Famille dite aussi Madonne Roccatagliata                                                                              | 1641-1642                        | 71 × 55,5 cm                             | Peint pour le marchand Stefano Roccatagliata, passé dans la collection Dal Pozzo puis celle de Jacques-Laure Le Tonnelier de Breteuil. Acquis par le musée en 1954. | Detroit, Institute of Arts                                                                            | 153/46                                 |
|         | Le Ravissement de saint Paul                                                                                                 | 1643                             | 41,5 × 30 cm                             | Peint pour Paul Fréart de Chantelou pour en faire un pendant à La Vision d’Ézéchiel de Raphaël. Ancienne collection du duc d'Orléans, acquis par le musée en 1956. | Sarasota, Floride, John and Mable Ringling Museum of Art                                              | 154/88                                 |
|         | Les Sept Sacrements II : L'Extrême-Onction (1)                                                                               | 1644                             | 117 × 178 cm                             | Série peinte pour Paul Fréart de Chantelou. Passe dans la collection d'Orléans dispersée en Angleterre en 1798. | Édimbourg, National Gallery of Scotland, collection du duc de Sutherland (mise en dépôt)              | 159/116                                |
|         | Les Sept Sacrements II : La Confirmation (2)                                                                                 | 1645                             | 117 × 178 cm                             | Série peinte pour Paul Fréart de Chantelou. Passe dans la collection d'Orléans dispersée en Angleterre en 1798. | Édimbourg, National Gallery of Scotland, collection du duc de Sutherland                              | 160/113                                |
|         | Les Sept Sacrements II : Le Baptême (3)                                                                                      | 1646                             | 117 × 178 cm                             | Série peinte pour Paul Fréart de Chantelou. Passe dans la collection d'Orléans dispersée en Angleterre en 1798. | Édimbourg, National Gallery of Scotland, collection du duc de Sutherland                              | 161/112                                |
|         | Les Sept Sacrements II : La Pénitence (4)                                                                                    | 1647                             | 117 × 178 cm                             | Série peinte pour Paul Fréart de Chantelou. Passe dans la collection d'Orléans dispersée en Angleterre en 1798. | Édimbourg, National Gallery of Scotland, collection du duc de Sutherland                              | 162/115                                |
|         | Les Sept Sacrements II : L'Ordination ou L'Ordre (5)                                                                         | 1647                             | 117 × 178 cm                             | Série peinte pour Paul Fréart de Chantelou. Passe dans la collection d'Orléans dispersée en Angleterre en 1798. | Édimbourg, National Gallery of Scotland, collection du duc de Sutherland                              | 163/117                                |
|         | Les Sept Sacrements II : L'Eucharistie (6)                                                                                   | 1647                             | 117 × 178 cm                             | Série peinte pour Paul Fréart de Chantelou. Passe dans la collection d'Orléans dispersée en Angleterre en 1798. | Édimbourg, National Gallery of Scotland, collection du duc de Sutherland                              | 164/114                                |
|         | Les Sept Sacrements II : Le Mariage (7)                                                                                      | 1647-1648                        | 117 × 178 cm                             | Série peinte pour Paul Fréart de Chantelou. Passe dans la collection d'Orléans dispersée en Angleterre en 1798. | Édimbourg, National Gallery of Scotland, collection du duc de Sutherland                              | 165/118                                |
|         | Moïse enfant foulant aux pieds la couronne de Pharaon                                                                        | 1644-1645 (vers)                 | 101 × 144 cm                             | Peint pour Jean Pointel. Collection d'Orléans, vendue en Angleterre en 1798. Ancienne collection du duc de Bedford, Woburn Abbey (Bedfordshire). | Collection particulière                                                                               | 156/16                                 |
|         | La Crucifixion ou Le Calvaire                                                                                                | 1645-1646                        | 148 × 218 cm                             | Commandé avant mai 1644 par le magistrat Jacques-Auguste II de Thou puis propriété de la famille de Jacques Stella. Acquis par le musée en 1935. | Hartford (Connecticut), Wadsworth Atheneum                                                            | 157/79                                 |
|         | Moïse changeant en serpent la verge d'Aaron                                                                                  | 1645-1648 (vers)                 | 92 × 128 cm                              | Pendant du Moïse enfant foulant aux pieds la couronne de Pharaon. Peint pour Camillo Massimi | Paris, musée du Louvre                                                                                | 167/19                                 |
|         | Moïse enfant foulant aux pieds la couronne de Pharaon                                                                        | 1645-1648 (vers)                 | 92 × 128 cm                              | Pendant du Moïse changeant en serpent la verge d'Aaron. Peint pour Camillo Massimi | Paris, musée du Louvre                                                                                | 166/15                                 |
|         | Moïse sauvé des eaux | 1647                             | 120 × 195 cm                             | Acquis par le duc de Richelieu et entré dans les collections royales en 1665 | Paris, musée du Louvre                                                                                | 169/13                                 |
|         | Le Baptême du Christ ou Saint Jean baptisant le Christ                                                                       | 1648                             | 30,5 × 22,5                              | Peint pour Paul Fréart de Chantelou à la suite d'une commande passée en 1645. Peint sur panneau de cyprès. Ancienne collection des princes de Lichtenstein. Passé en vente publique en 2019.                                                                                                 | Saint-Cloud, musée du Grand Siècle                                                                    | 170/71                                 |
|         | La Sainte Famille à l'escalier                                                                                               | 1648                             | 73 × 106 cm                              | L'original d'après les archives, l'exemplaire de la National Gallery of Art de Washington n'étant qu'une copie. Considéré d'abord comme une copie, il est exporté aux États-Unis. Il est reconnu ensuite comme étant l'original puis partagé à l'amiable avec le musée du Louvre,.           | Cleveland, Museum of Art, Paris, musée du Louvre                                                      | 172/53                                 |
|         | Éliézer et Rébecca | 1648                             | 118 × 197 cm                             | Peint pour Jean Pointel. Passé aux mains du duc de Richelieu puis dans les collections royales en 1665 | Paris, musée du Louvre                                                                                | 173/8                                  |
|         | Paysage avec les funérailles de Phocion                                                                                      | 1648                             | 117,5 × 178 cm                           | Peint peut-être pour le négociant lyonnais Jacques Sérisier. Pendant du Paysage avec les cendres de Phocion | Cardiff, Musée national du pays de Galles                                                             | 176/173                                |
|         | Paysage avec les cendres de Phocion                                                                                          | 1648                             | 116 × 178,5 cm                           | Peint peut-être pour le négociant lyonnais Jacques Sérisier. Pendant Paysage avec l'enterrement de Phocion | Liverpool, Walker Art Gallery                                                                         | 177/174                                |
|         | Paysage au serpent dit aussi Les Effets de le terreur                                                                        | 1648                             | 119 × 198,5 cm                           | Copie ancienne au musée Magnin | Londres, National Gallery                                                                             | 178/209                                |
|         | Paysage avec Orphée et Eurydice ou Orphée et Eurydice                                                                        | 1648                             | 120 × 200 cm                             | Acquis pour les collections royales en 1685. Sans doute mutilé dans les parties haute et basse | Paris, musée du Louvre                                                                                | 179/170                                |
|         | Paysage avec Diogène ou Diogène jetant son écuelle                                                                           | 1648                             | 160 × 221 cm                             | Collections du duc de Richelieu puis acquis par Louis XIV en 1665 | Paris, musée du Louvre                                                                                | 180/150                                |
|         | Paysage avec un voyageur au repos ou Paysage à la route romaine                                                              | 1648                             | 79 × 99,7 cm                             | Commande Jean Nointel, pendant du Paysage avec un homme se lavant les pieds. Attribué par Blunt mais rejeté par Thuillier. | Londres, Dulwich Picture Gallery                                                                      | 174(copie)/210                         |
|         | Paysage avec un homme se lavant les pieds ou Paysage à la route sablonneuse                                                  | 1648                             | 74 × 100,3 cm                            | Commande de Jean Nointel, pendant du Paysage avec un voyageur au repos. Attribué par Blunt mais rejeté par Thuillier. | Londres, National Gallery                                                                             | 175(copie)/211                         |
|         | Paysage avec Polyphème | 1649                             | 150 × 198 cm                             | Acquis par Catherine II de Russie en 1772 sur les conseils de Denis Diderot | Saint-Pétersbourg, musée de l'Ermitage                                                                | 182/175                                |
|         | Le Jugement de Salomon | 1649                             | 101 × 150 cm                             | Entré dans les collections royales en 1685 | Paris, musée du Louvre                                                                                | 183/35                                 |
|         | Le Frappement du rocher dit aussi Moïse faisant jaillir l'eau du rocher                                                      | 1649                             | 150 × 196 cm                             | Peint pour Jacques Stella. Collection Robert Walpole en 1733, acquise par Catherine II de Russie en 1779 | Saint-Pétersbourg, musée de l'Ermitage                                                                | 185/23                                 |
|         | Sainte Famille dite aux dix figures                                                                                          | 1649                             | cm × 79 106                              | Peint pour Pointel, anc. coll. Sérisier, donné au musée en 1902. Considéré comme une copie par Thuillier. | Dublin, National Gallery of Ireland                                                                   | 184(copie)/59                          |
|         | Autoportrait | 1649                             | 78 × 65 cm                               | Comporte l'inscription « Nicolaus Poussinus Andelyensis Academicus Romanus Primus Pictor Ordinarius Ludovici Iusti Regis Galliae. Anno Domini 1649. Romae. Aetatis suae 55 » Peint pour son ami Jean Pointel. Acquis par le musée en 1821.                                                   | Berlin, Gemäldegalerie                                                                                | 186/1                                  |
|         | Autoportrait | 1649-1650                        | 98 × 74 cm                               | Comporte l'inscription : « Effigies Nicolai Poussini Andelyensis Pictoris Anno Aetatis 56 Romae Anno Iubilei 1650 » Peint pour son ami Paul Fréart de Chantelou. Acquis par les collections nationales en 1797. Ce tableau a fait l'objet d'une gravure réalisée par Étienne-Frédéric Lignon | Paris, musée du Louvre                                                                                | 190/2                                  |
|         | L'Assomption de la Vierge | 1649-1650                        | 57 × 40 cm                               | Rentré dans les collections royales en 1685 | Paris, musée du Louvre                                                                                | 188/93                                 |
|         | Le Ravissement de saint Paul                                                                                                 | 1649-1650                        | 148 × 120 cm                             | Peint pour Paul Scarron, passé dans les collections du duc de Richelieu puis les collections royales en 1665 | Paris, musée du Louvre                                                                                | 189/89                                 |
|         | Paysage aux trois moines, dit aussi Une Solitude ou encore Paysage avec saint François                                       | 1648-1650                        | 117 × 193 cm                             | Collection de Paul de Yougoslavie. Copie ancienne au musée Ingres de Montauban | Belgrade, Beli Dvor (Palais blanc)                                                                    | 191/100                                |
|         | Paysage avec une femme qui se lave les pieds                                                                                 | 1650                             | 114 × 175 cm                             | Peint pour Michel Passart. Acquis par le musée en 1944. Copie ancienne au musée Condé de Chantilly | Ottawa, musée des beaux-arts du Canada                                                                | 192/212                                |
|         | Les Aveugles de Jéricho ou Le Christ guérissant les aveugles                                                                 | 1650                             | 119 × 176 cm                             | Peint pour le soyeux lyonnais Reynon, acquis par le duc de Richelieu puis dans les collections royales en 1665 | Paris, musée du Louvre                                                                                | 193/74                                 |
|         | Sainte Famille dite aux neuf figures                                                                                         | 1650-1651 (vers)                 | 97,8 × 129,5 cm                          | Acquis en 1942. | Cambridge (Massachusetts), Fogg Art Museum                                                            | 195/54                                 |
|         | Sainte Famille avec saint Jean et sainte Élisabeth dans un paysage dit aussi La Sainte Famille en largeur                    | 1650 (vers)                      | 94 × 122 cm                              | Peinte pour la femme de Nicolas Fouquet et rentré dans les collections royales en 1685 | Paris, musée du Louvre                                                                                | 196/55                                 |
|         | Moïse sauvé des eaux | 1651                             | 116 × 177,5 cm                           | Peint pour Reynon. Acquis conjointement avec la National Gallery, Londres | Cardiff, Musée national du Pays de Galles                                                             | 197/14                                 |
|         | Sainte Famille, dite aux onze figures                                                                                        | 1651                             | 100,6 × 132,4 cm                         | Peint pour Charles III de Créquy. Conservé à Chatsworth House jusqu'en 1981 | Pasadena (Californie), Norton Simon Museum et Los Angeles, J. Paul Getty Museum                       | 198/58                                 |
|         | Paysage orageux avec Pyrame et Thisbé                                                                                        | 1651                             | 192 × 273 cm                             | Peint pour Cassiano dal Pozzo. Acquis par le musée en 1931. | Francfort, Städel Museum                                                                              | 202/177                                |
|         | Paysage par temps calme ou Le Temps calme                                                                                    | 1651                             | 99 × 132 cm                              | Pendant de L'Orage de Rouen. Redécouvert en 1977. Conservé jusqu'en 1997 au Château de Sudeley Winchcombe (Gloucestershire) | Los Angeles, Getty Center                                                                             | 201/                                   |
|         | L'Orage | 1651 (vers)                      | 99 × 132 cm                              | Pendant du Paysage par temps calme du Getty. Réapparu en 1950 sur le marché de l'art. | Rouen, musée des beaux-arts                                                                           | 200/217                                |
|         | Paysage idéal (es) ou Paysage avec édifices ou Paysage aux trois hommes                                                      | 1651-1653                        | 120 × 187 cm                             | Mentionné en 1746 au Palais royal de la Granja de San Ildefonso | Madrid, musée du Prado                                                                                | 199/216                                |
|         | Achille à Skyros ou Achille parmi les filles de Lycomède                                                                     | 1651-1653 (vers)                 | 97,5 × 131,1 cm                          | Décrit par Bellori en 1672, mentionné dans des collections anglaises à partir de 1777 et acquis par le musée en 1946. | Boston, Museum of Fine Arts                                                                           | 204/126                                |
|         | Coriolan supplié par sa famille                                                                                              | 1652-1653 (vers)                 | 112 × 198,5 cm                           | Simon-Charles Boutin) à la Révolution et envoyé aux Andelys en 1802 | Les Andelys, Musée Nicolas-Poussin                                                                    | 203/147                                |
|         | Le Testament d'Eudamidas | 1653 (vers)                      | 110,5 × 138,5 cm                         | Peint pour Michel Passart | Copenhague, Statens Museum for Kunst                                                                  | 206/152                                |
|         | Le Christ et la femme adultère (pl)                                                                                          | 1653 (vers)                      | 121 × 195 cm                             | Peint pour André Le Nôtre et donné à Louis XIV en 1693 | Paris, musée du Louvre                                                                                | 207/76                                 |
|         | L'Adoration des bergers | 1653 (vers)                      | 83,82 × 125,73 cm                        | Pourrait correspondre au tableau commandé par Séraphin de Mauroy en 1650 et achevé selon Félibien en 1653. Attribué avec prudence par Friedlander et Blunt. | New Haven (Connecticut), Yale University Art Gallery                                                  | 205 (?)/42                             |
|         | Noli Me Tangere | 1653                             | 47 × 39 cm                               | Inventorié au château de la Granja en 1746. Son pendant disparu représentait une Lamentation sur le Christ mort | Madrid, musée du Prado                                                                                | 208/R41                                |
|         | La Nativité | 1653 (vers)                      | 46 × 39,5 cm                             | Huile sur bois. Pendant de L'Annonciation de Munich. Rejeté par Blunt | Oberschleissheim, nouveau château de Schleissheim (Collection de peintures de l'État de Bavière (de)) | 209/R19                                |
|         | L'Annonciation | 1653 (vers)                      | 45 × 38 cm                               | Huile sur bois. Pendant de La Nativité de Munich. Rejeté par Blunt | Oberschleissheim, nouveau château de Schleissheim (Collection de peintures de l'État de Bavière)      | 225/39                                 |
|         | Moïse exposé sur les eaux | 1654                             | 150 × 204 cm                             | Peint pour Jacques Stella. Collection des ducs d'Orléans avant 1727 | Oxford, Ashmolean Museum                                                                              | 211/11                                 |
|         | La Mort de Saphire (ou Saphira)                                                                                              | 1654-1656                        | 122 × 199 cm                             | Acquis en 1685 par Louis XIV | Paris, musée du Louvre                                                                                | 210/85                                 |
|         | Esther devant Assuérus | 1655                             | 119 × 155 cm                             | Peint pour Sérisier, puis collection Seigneley, puis des ducs d'Orléans enfin Catherine II de Russie. | Saint-Pétersbourg, musée de l'Ermitage                                                                | 212/36                                 |
|         | Sainte Famille dite aux cinq figures                                                                                         | 1655                             | 172 × 133,5 cm                           | Commandé par Paul Fréart de Chantelou en 1647. Collection Walpole avant 1739. Acquis en 1779 par Catherine II de Russie | Saint-Pétersbourg, musée de l'Ermitage                                                                | 213/56                                 |
|         | Sainte Famille avec saint Jean                                                                                               | 1655                             | 198,7 × 130,8 cm                         | Peut-être commandé par le duc de Créquy mais vendu à Jean Pointel. Ancienne collection des comtes de Yarborough | Sarasota (Floride), John et Mable Ringling Museum of Art                                              | 214/51                                 |
|         | Saint Pierre et saint Jean guérissant le boiteux                                                                             | 1655                             | 126 × 165 cm                             | Peint pour un trésorier de Lyon, Mercier. Ancienne collection du prince de Liechtenstein. Acquis par le musée en 1924. | New York, Metropolitan Museum of Art                                                                  | 216/84                                 |
|         | Sainte Famille avec saint Jean, sainte Élisabeth et saint Joseph priant dit aussi La Sainte Famille en hauteur               | 1655                             | 68 × 51 cm                               | Acquis en 1685 par Louis XIV | Paris, musée du Louvre                                                                                | 217/57                                 |
|         | L'Adoration des bergers | 1655 (vers)                      | 96 × 134 cm                              | Collection des électeurs palatins à Mannheim, passé par héritage aux électeurs de Bavière en 1777 | Oberschleissheim, nouveau château de Schleissheim (Collection de peintures de l'État de Bavière)      | 221/41                                 |
|         | Saint Jean baptisant le Christ                                                                                               | 1655-1657                        | 92 × 129 cm                              | Tableau réapparu en 1911 | Philadelphie, Museum of Art                                                                           | 220/72                                 |
|         | Le Repos pendant la fuite en Égypte                                                                                          | 1655-1657                        | 105 × 145 cm                             | Peint pour madame de Montmort, épouse de Fréart de Chantelou | Saint-Pétersbourg, musée de l'Ermitage                                                                | 219/65                                 |
|         | Achille à Skyros | 1656                             | 100,33 × 133,35 cm                       | Peint pour le duc de Créqui. Attribué par Blunt mais rejeté par Thuillier | Richmond (Virginie), musée des beaux-arts de Virginie                                                 | 218/127                                |
|         | Le Baptême du Christ | 1657 (vers)                      | 80,5 × 106,7 cm                          | Ancienne collection Wemyss, vendu en 2010. Copie du tableau de Philadelphie reconnue comme autographe en 1994. | Collection particulière                                                                               |                                        |
|         | La Naissance de Bacchus | 1657                             | 123 × 179 cm                             | Peint pour Jacques Stella, passé par la collection d'Orléans. Donné au musée par Samuel Sachs en 1942 | Cambridge (Massachusetts), Fogg Art Museum                                                            | 226/132                                |
|         | L'Annonciation | 1657                             | 105,8 × 103,9 cm                         | Peint peut-être pour la chapelle funéraire de Dal Pozzo en la basilique de la Minerve à Rome. Comporte dans le cartel l'inscription : Poussin faciebat. anno. salutis. MDCLVII. Alex. sept. Pont. Max. Regnante Roma                                                                         | Londres, National Gallery                                                                             | 228/39                                 |
|         | La vision de sainte Françoise Romaine ou Sainte Françoise Romaine annonçant à Rome la fin de la peste                        | 1657 (vers)                      | 125 × 102 cm                             | Peint pour Giulio Rospigliosi. Tableau réapparu sur le marché de l'art après une disparition pendant près de 200 ans. Acquis par le musée du Louvre en 1999. | Paris, musée du Louvre                                                                                | 223/99                                 |
|         | La Fuite en Égypte dite au voyageur couché                                                                                   | 1657-1658                        | 146 × 216 cm                             | Réapparu en 1986, classé trésor national. Acquis en 2007, propriété du musée du Louvre déposé à Lyon | Lyon, musée des beaux-arts                                                                            | 230/61                                 |
|         | La Lamentation sur le Christ mort                                                                                            | 1657-1658 (vers)                 | 94 × 130 cm                              | Acquis en 1882 de la collection des ducs de Hamilton | Dublin, National Gallery of Ireland                                                                   | 229/83                                 |
|         | La Reine Zénobie retrouvée sur les rives du fleuve Arax                                                                      | 1657-1660, ou vers 1640          | 156 × 194,5 cm                           | Collection Rospigliosi en 1713. | Saint-Pétersbourg, musée de l'Ermitage                                                                | 233/L28                                |
|         | Orion aveugle cherchant le soleil levant ou Paysage avec Diane et Orion                                                      | 1658                             | 119 × 182,9 cm                           | Peint pour Michel Passart. Collection de Paul Sanford Methuen. Acquis par le musée en 1924 | New York, Metropolitan Museum of Art                                                                  | 227/169                                |
|         | Paysage aux deux nymphes | 1659 (vers)                      | 118 × 179 cm                             | Peint peut-être pour Charles Le Brun. Acquis avec la collection Reiset par le duc d'Aumale | Chantilly, musée Condé                                                                                | 231/208                                |
|         | Paysage avec Hercule et Cacus                                                                                                | 1659-1661 (vers)                 | 156,5 × 202 cm                           | Acquis par Catherine II de Russie en 1772 de Hubert de Brienne de Conflans | Moscou, musée Pouchkine                                                                               | 240/158                                |
|         | Les Saisons : Le Printemps, dit aussi Adam et Ève ou encore Le Paradis terrestre                                             | 1660-1664                        | 116 × 160 cm                             | Série Les Saisons peinte pour le duc de Richelieu et passée dans la collection royale en 1665 | Paris, musée du Louvre                                                                                | 234/3                                  |
|         | Les Saisons : L'Été, dit aussi Ruth et Booz                                                                                  | 1660-1664                        | 116 × 160 cm                             | Série Les Saisons peinte pour le duc de Richelieu et passée dans la collection royale en 1665 | Paris, musée du Louvre                                                                                | 235/4                                  |
|         | Les Saisons : L'Automne, dit aussi Le Raisin de la terre promise ou La Grappe de Canaan                                      | 1660-1664                        | 116 × 160 cm                             | Série Les Saisons peinte pour le duc de Richelieu et passée dans la collection royale en 1665 | Paris, musée du Louvre                                                                                | 236/5                                  |
|         | Les Saisons : L'Hiver, dit aussi Le Déluge                                                                                   | 1660-1664                        | 116 × 160 cm                             | Série Les Saisons peinte pour le duc de Richelieu et passée dans la collection royale en 1665 | Paris, musée du Louvre                                                                                | 237/6                                  |
|         | Éliézer et Rebecca | 1660-1665 (vers)                 | 96,5 × 138 cm                            | Découvert par Anthony Blunt en 1933 et acheté à sa mort par le musée de Cambridge | Cambridge, Fitzwilliam Museum                                                                         | 239/9                                  |
|         | Paysage avec Agar et l'ange                                                                                                  | 1660-1665 (vers)                 | 100 × 75 cm                              | Découvert en 1960 par André Chastel | Rome, Galerie nationale d'art ancien, palais Barberini                                                | 241/7                                  |
|         | Apollon et Daphné ou Apollon amoureux de Daphné                                                                              | 1664                             | 155 × 200 cm                             | Laissé inachevé par Poussin et donné à Camillo Massimi. Acquis pour le Louvre en 1869 | Paris, musée du Louvre                                                                                | 242/131                                |